# 2025년 대구 북구 산불
2025년 대구 북구 산불은 2025년 4월 28일 오후 2시 1분 대한민국 대구광역시 북구 노곡동 함지산에서 발생한 산불이다.
2025년 3월 남부지방 산불과 유사하게 초속 1~3m에 달하는 강풍이 불어 산불 확산 우려가 제기되었으며, 소방당국은 대응 3단계를 발령하여 즉각적인 대응에 나섰다. 산불로 인명피해는 없었으나 총 260여 헥타르에 달하는 면적이 영향을 받았다.

## 상세

### 원인
산불의 원인은 밝혀지지 않았다. 불이 발생한 함지산은 대구광역시에서 경북지방 대형 산불 이후 입산을 통제하는 긴급 행정명령을 시행하면서 통제 대상에 해당되었다. 특히 직접적인 발화지점이 정상적인 등산로가 아니며, 샛길로 따라가면 나오는 지점으로 확인되었다. 대구광역시 북구는 CCTV의 설치 부족, 산불로 인한 현장 훼손 등으로 원인을 발견하지 못했다고 밝혔다.

### 대응
산림청은 오후 3시 10분 대응 1단계, 3시 40분 2단계를 발령하였으며, 발생 4시간 후인 오후 6시 대응 3단계를 발령하여 소방헬기와 장비, 소방인력을 대량 투입해 진화작업에 나섰다. 또한 수리온 헬기 2대를 야간에 처음으로 투입하였다.
4월 1일 북구청은 인근 조야동, 노곡동 주민들을 대상으로 대피 안전문자를 발송하였으며, 오후 10시 기준 900세대 2200여명이 팔달초등학교, 매천초등학교, 동변중학교로 대피하였다. 산불로 인한 연기로 경부고속도로 북대구IC 양방향의 진입과 진출이 차단되었다.
대구광역시교육청은 인근 대구교육팔공산수련원에서 수련활동 중이던 대구봉무초등학교 134명, 대구동평초등학교 182명의 학생 및 인솔교사들의 안전을 위해 이송버스를 급파해 신속히 귀가 시켰으며, 29일 입소 예정이었던 대구월암초등학교와 대구서변초등학교의 일정을 정지시켰다.
4월 29일 낮 12시 55분 산림 260㏊(잠정 집계)를 태우고 산불의 주불 진압에 성공하였다. 주불 진화 약 6시간 뒤인 29일 오후 7시 31분쯤 함지산 내 백련사 방면 7부 능선에서 잔불이 되살아났다.

### 피해
이 산불로 인명피해는 없었으나 총 260헥타르에 달하는 면적이 산불의 영향을 받은 것으로 조사되었다. 사적으로 지정된 5세기경 신라시대에 축조던 팔거산성을 통과한 것으로 확인되었으며, 구암동 고분군은 피해가 없는 것으로 조사되었다.

## 같이 보기
- 산불 목록
- 2025년 대한민국 산불
- 2025년 의성-안동 산불